# Raymond Garneau
Pour les articles homonymes, voir Garneau.
Raymond Garneau, né le 3 janvier 1935 à Plessisville, est un homme politique et un homme d'affaires québécois.

## Biographie
Natif de Plessisville, il étudia au collège Mont-Saint-Louis et à l'Université Laval, où il obtient une maîtrise en sciences commerciales. Il étudie à l'Université de Genève en septembre 1961 et obtient une licence en sciences économiques en 1963. Il est chargé de cours en économique à la Faculté de commerce de l'Université Laval de 1965 à 1970.
Il fut l'un des secrétaires de la Fédération libérale du Québec et devint le conseiller de Jean Lesage lorsque celui-ci était dans l'opposition face à Daniel Johnson. En 1994, il a été fait Officier de l'Ordre du Canada pour s'être acquitté de ses responsabilités avec la plus grande compétence, efficacité, jugement et intégrité, en cherchant toujours à contribuer à l'amélioration du bien-être économique et social de ses concitoyens.

### Politique provinciale

#### Débuts
Avant de se lancer en politique, Raymond Garneau est secrétaire exécutif du premier ministre Jean Lesage d'octobre 1965 à juin 1966. Il est par la suite chef de cabinet du chef de l'opposition de 1966 à 1970.

#### Député et ministre
Député libéral de 1970 à 1978, Garneau a exercé différentes fonctions ministérielles dans le premier gouvernement Bourassa. Il fut brièvement ministre de la fonction publique, avant d'être nommé ministre des Finances, le 1er octobre 1970. Il sera également ministre de l'Éducation, lors du remaniement ministériel de 1975, et président du Conseil du Trésor.
Candidat à la succession de Robert Bourassa à la direction du Parti libéral du Québec, il est défait par Claude Ryan, le 15 avril 1978. Il quitte la vie politique et est remplacé dans Jean-Talon par Jean-Claude Rivest lors d'une élection partielle.

### Politique fédérale
Il tente un retour sur la scène politique quelques années plus tard. Il est élu député du Parti libéral du Canada dans la circonscription de Laval-des-Rapides lors de l'élection fédérale canadienne de 1984. Le chef libéral John Turner le nomme lieutenant du Québec de sa formation politique, le 22 juillet 1987, un poste qu'il occupera jusqu'à sa défaite dans Ahuntsic, lors de l'élection fédérale canadienne de 1988.

### L'après-vie politique
Lors de son départ de la vie politique, Garneau a orienté sa carrière dans le domaine bancaire. En avril 1979, il devient vice-président du Groupe La Laurentienne et Président du conseil et chef de la direction de la Banque d'Épargne de la Cité et du District de Montréal et président du conseil de Crédit foncier de 1980 à 1984. Dans un livre publié en 2002, le journaliste d'enquête L. Ian Macdonald indique que Garneau a été mêlé à une affaire de blanchiment de narcodollars, alors qu'il était à la tête de la Banque d'Épargne.
Depuis le 16 décembre 1988, il est président de l'Industrielle Alliance, une compagnie d'assurance qui a son siège social à Québec.
En 2004, il fut nommé président de la société du 400e anniversaire de Québec.
Depuis 2002, il occupe de poste de président de l'Institut du cancer de Montréal.

## Distinctions et prix
- Gagnant du concours d'art oratoire des Jeunes libéraux du Québec en 1961.
- Récipiendaire du trophée Hermès de la Faculté des sciences de l'administration de l'Université Laval en 1990.
- Décoré de l'Ordre du Canada le 1er mars 1995.
- Récipiendaire du prix McGill « Management Achievement Award » en 1998 et d'un doctorat honorifique de l'Université Laval en 2000.
- Décoré de la palme du secteur économique au sein de l'Académie des grands Québécois en 2005 et de l'Ordre national du Québec le 3 juin 2010[1].

## Publications
Il publie son autobiographie intitulée De Lesage à Bourassa : Ma vie dans un Québec en mouvement en novembre 2014.